# Modrzejowice
Modrzejowice (prononciation : [mɔdʐɛjɔˈvit͡sɛ]) est un village polonais de la gmina de Skaryszew dans le powiat de Radom de la voïvodie de Mazovie dans le centre-est de la Pologne.
Il se situe à environ 5 kilomètres au sud de Skaryszew (siège de la gmina), 16 kilomètres au sud de Radom (siège de le powiat) et à 107 kilomètres au sud de Varsovie (capitale de la Pologne).
Le village compte approximativement une population de 400 habitants en 2012.

## Histoire
De 1975 à 1998, le village appartenait administrativement à la voïvodie de Radom.